# Iuri Xaporin
Iuri Xaporin   (Hlúkhiv, 27 d'octubre de 1887 (Julià) - Moscou, 9 de desembre de 1966), nom complet amb patronímic Iuri (Gueorgui) Aleksàndrovitx Xaporin, rus: Ю́рий (Гео́ргий) Алекса́ндрович Шапо́рин, fou un compositor i director d'orquestra rus, guanyador de tres premis Stalin (1941, 1946, 1952)

## Biografia
Iuri Xaporin va néixer a Hlúkhiv (llavors part de l'Imperi Rus, ara a l'óblast de Sumi, Ucraïna) en el si d'una família d'artistes (el seu pare era pintor i la seva mare pianista, alumna de Nikolai Rubinstein). Va rebre la seva educació secundària a Sant Petersburg. Sota la direcció del seu pare, el 1906 va ingressar a la Facultat de Dret de la Universitat de Kíiv, però, seriosament interessat per la música, també va començar a prendre lliçons de teoria i composició de G. L. Lubomirski. Dos anys més tard, per recomanació del famós compositor Mikola Líssenko, va arribar a Sant Petersburg, on va ingressar a la Facultat de Dret de la Universitat de Sant Petersburg i, al mateix temps, va intentar entrar al Conservatori de Sant Petersburg, però no ho va aconseguir fins a l'any 1913. Al conservatori tingué com a professors, entre d'altres, Nikolai Sokolov (composició), Maximilian Steinberg (orquestració) i Nikolai Txerepnín (direcció).En els seus anys de conservatori, va desenvolupar un estil de composició original, que va ser influenciat per l'escola clàssica russa, en particular, per Nikolai Rimski-Kórsakov.
A l'estiu de 1917, va aconseguir la seva primera interpretació amb la Ballada per a veu de baix i orquestra, titulada "El Condor", inspirada en un poema d'Ivan Bunin. El 1918 va finalitzar els seus estudis al Conservatori i, en els anys següents, va treballar en diversos teatres de Petrograd. Primer col·laborant amb el productor Petrov al Teatre Dramàtic i més tard al Teatre Mali (Opemi). Quan, el 1928, el Teatre Dramàtic va ser reorganitzat per Lunatxarski i Maksim Gorki, va ser nomenat director musical, contribuint amb composicions per a nombroses produccions de joves autors com Ivanov, Treniov i Zamiatin. Un dels seus treballs més destacats, una suite orquestral basada en la comèdia "La Puça" de Zamiatin, va aconseguir una gran popularitat, fins i tot a Londres.
Xaporin va ser una figura destacada dins de la Unió de Compositors Soviètics de Leningrad i va fundar l'editorial "Triton". Va compondre música per a concerts i cicles vocals basats en poemes russos. La seva obra més important fins al 1932 va ser la Simfonia per a gran orquestra i cor, que va guanyar el primer premi en un concurs soviètic. Després de deixar Leningrad per dirigir el Museu Txaikovski, es va establir a Moscou, on va exercir de professor de composició. Les seves obres madures són grans composicions èpiques centrades en la història russa, incloent-hi la "Llegenda de la lluita per la terra russa" i música per a pel·lícules patriòtiques.
La seva òpera Els Desembristes, estrenada el 1953, es va convertir en un dels grans referents de l'òpera soviètica.